# Escalafón militar de Francia
Las fuerzas armadas regulares, así como las instituciones gubernamentales o ciudadanas que se rigen por la disciplina castrense, ordinariamente siguen un escalafón con el que se recompensan los méritos a sus miembros, además de asignarles responsabilidades superiores.
En la civilización occidental contemporánea, principalmente en el ámbito hispanohablante, dicho escalafón consiste básicamente (según la nomenclatura más común para las fuerzas terrestres de infantería, seguida por la mayoría de instituciones militarizadas no regulares) en:
- Escuela de reclutas (entendiendo «escuela» a la vez como modo de instrucción y como colectividad de individuos homólogos), a que pertenecen los candidatos a ingresar, lo que conseguirán según los méritos ganados durante su adiestramiento inicial. Mientras tanto, su actuación es evaluada en los límites del fuero civil.
- Escuela de cadetes o «cadetería», que agrupa a quienes han sido aceptados en la institución, adquiriendo los derechos y obligaciones que corresponden a su propio fuero.
- Escuela de clases a que pertenecen quienes tienen personal a su mando, comúnmente para proporcionarle instrucción, y tienen algún grado menor (cabo o sargento).
- Escuela de oficiales para quienes además del mando directo sobre clases y cadetes desempeñan labores administrativas (teniente y capitán, llamados 'oficiales' fuera de las fuerzas regulares).
- Estado Mayor que agrupa al personal administrativo con grado (sobre todo de la oficialidad) directamente bajo las órdenes del comandante o el jefe.
- Comandancia para quienes tienen responsabilidad y mando («comandante») sobre el personal de un destacamento, batallón o región geográfica específica.
- Jefatura ocupada por las máximas autoridades de la institución (comandantes o mayores, coroneles y generales).
- Comandante o jefe supremo. En las fuerzas regulares, y en bastantes institutos civiles de disciplina militar, se reconoce al presidente, el primer ministro o el monarca de la nación como su «jefe máximo» o «comandante supremo».

El escalafón no es homogéneo entre los diversos ejércitos de los distintos países ni entre los militares de tierra, mar y aire. Asimismo, existen diversas nomenclaturas según su campo de acción.

## Ejército de Tierra
MPTM (militares de tropa y marinería)
- Soldado (Soldat)
- Soldado de primera (Soldat de 1e classe)
- Cabo (Caporal/Brigadier)
- Cabo Primero (Caporal-chef/Brigadier-chef)
- Cabo jefe de 1.ª clase (Caporal-chef de première classe)

Suboficiales
- Sargento (Sergent)
- Sargento primero/jefe (Sergent-chef)
- Brigada (Adjudant)
- Subteniente (Adjudant-chef)
- Suboficial Mayor (Major)

Oficiales
- Alférez (Sous-Lieutenant)
- Teniente (Lieutenant)
- Capitán (Capitaine)
- Comandante (Commandant)
- Teniente coronel (Lieutenant-Colonel)
- Coronel (Colonel)

Oficiales generales
- General de brigada (Général de Brigade)
- General de división (Général de Division)
- General de cuerpo de ejército (Général de Corps d´Armée). Equivalente al rango español de Teniente General.
- General de ejército (Général d´Armée)
- Mariscal de Francia (Maréchal de France)

### Divisas de Oficiales Generales y Oficiales del Ejército
| Código OTAN | OF-10               | OF-9                 | OF-8                          | OF-7                | OF-6               | OF-5    | OF-4             | OF-3       | OF-2    | OF-1     | OF-1    |
| --- | ------------------- | -------------------- | ----------------------------- | ------------------- | ------------------ | ------- | ---------------- | ---------- | ------- | -------- | ------- |
| Francia | Mariscal de Francia | General de ejército  | Teniente general              | General de división | General de brigada | Coronel | Teniente coronel | Comandante | Capitán | Teniente | Alférez |
| Francia | Mariscal1           | General de ejército2 | General de cuerpo de ejército | General de división | General de brigada | Coronel | Teniente coronel | Comandante | Capitán | Teniente | Alférez |
| 1 Título exclusivo de periodos de guerra. 2 Ostentado por el CEMAT y el CEMA, si pertenece al Ejército de Tierra. |                     |                      |                               |                     |                    |         |                  |            |         |          |         |

### Divisas de Suboficiales y Tropa del Ejército
| Código OTAN      | OR-9             | OR-9             | OR-9        | OR-9        | OR-9        | OR-9    | OR-8    | OR-8                 | OR-7                 | OR-7             | OR-6             | OR-6             | OR-6     | OR-5     | OR-5     | OR-5       | OR-4       | OR-4       | OR-4         | OR-4         | OR-4         | OR-4 | OR-3 | OR-3 | OR-3               | OR-2               | OR-2               | OR-2    | OR-1    | OR-1    | OR-1 |
| ---------------- | ---------------- | ---------------- | ----------- | ----------- | ----------- | ------- | ------- | -------------------- | -------------------- | ---------------- | ---------------- | ---------------- | -------- | -------- | -------- | ---------- | ---------- | ---------- | ------------ | ------------ | ------------ | ---- | ---- | ---- | ------------------ | ------------------ | ------------------ | ------- | ------- | ------- | ---- |
| Francia          |                  |                  |             |             |             |         |         |                      |                      |                  |                  |                  |          |          |          |            |            |            |              |              |              |      |      |      |                    |                    |                    |         |         |         |      |
| Suboficial Mayor | Suboficial Mayor | Suboficial Mayor | Subteniente | Subteniente | Subteniente | Brigada | Brigada | Sargento primero BM2 | Sargento primero BM2 | Sargento primero | Sargento primero | Sargento primero | Sargento | Sargento | Sargento | Cabo mayor | Cabo mayor | Cabo mayor | Cabo primero | Cabo primero | Cabo primero | Cabo | Cabo | Cabo | Soldado de primera | Soldado de primera | Soldado de primera | Soldado | Soldado | Soldado |      |

## Armada Francesa
MPTM (militar profesional de tropa y marinería)
- Marinero (Matelot)
- Marinero de primera (Matelot breveté)
- Semicabo de 2.ª Clase (Quartier-maître de 2e classe)
- Semicabo de 1.ª Clase (Quartier-maître de 1re classe)

Suboficiales
- Cabo segundo (Second-Maître)
- Cabo (Maître)
- Cabo primero (Premier maître)
- Cabo principal (Maître principal)
- Mayor (Major)

Oficiales
- Alférez de navío 2.ª Clase (Enseigne de vaisseau de 2e classe)
- Alférez de navío 1.ª Clase (Enseigne de vaisseau de 1re classe)
- Teniente de navío (Lieutenant de vaisseau)
- Capitán de corbeta (Capitaine de corvette)
- Capitán de fragata (Capitaine de frégate)
- Capitán de navío (Capitaine de vaisseau)

Oficiales generales
- Contralmirante (Contre-amiral)
- Vicealmirante (Vice-amiral)
- Vicealmirante de escuadra (Vice-amiral d'escadre)
- Almirante (Amiral)
- Almirante de Francia (Amiral de France)

### Divisas de Oficiales Generales y Oficiales de la Armada
| Código OTAN          | OF-10     | OF-9                      | OF-8          | OF-7            | OF-6             | OF-5               | OF-4               | OF-3              | OF-2                       | OF-1                       | OF-1 |
| -------------------- | --------- | ------------------------- | ------------- | --------------- | ---------------- | ------------------ | ------------------ | ----------------- | -------------------------- | -------------------------- | ---- |
| Francia              |           |                           |               |                 |                  |                    |                    |                   |                            |                            |      |
| Almirante de Francia | Almirante | Vicealmirante de escuadra | Vicealmirante | Contraalmirante | Capitán de navío | Capitán de fragata | Capitán de corbeta | Teniente de navío | Alférez de navío 1.ª Clase | Alférez de navío 2.ª Clase |      |
|                      |           |                           |               |                 |                  |                    |                    |                   |                            |                            |      |

### Divisas de Suboficiales y Marinería de la Armada
| Código OTAN | OR-9  | OR-9           | OR-8         | OR-7             | OR-6 | OR-5         | OR-4                  | OR-3                  | OR-2                | OR-1     |
| ----------- | ----- | -------------- | ------------ | ---------------- | ---- | ------------ | --------------------- | --------------------- | ------------------- | -------- |
| Francia     |       |                |              | Sin equivalencia |      |              |                       |                       |                     |          |
| Francia     | Mayor | Cabo principal | Cabo primero |                  | Cabo | Cabo segundo | Semicabo de 1.ª Clase | Semicabo de 2.ª Clase | Marinero de primera | Marinero |
|             |       |                |              |                  |      |              |                       |                       |                     |          |

## Ejército del Aire
MPTM (militares de tropa y marinería)
- Aviador de Segunda (Aviateur 2e classe)
- Aviador de Primera (Aviateur 2e classe)
- Cabo (Caporal)
- Cabo Primero (Caporal-chef)

Suboficiales
- Sargento (Sergent)
- Sargento Primero/Jefe (Sergent-chef)
- Brigada (Adjudant)
- Subteniente (Adjudant-chef)
- Suboficial Mayor (Major)

Oficiales
- Alférez (Sous-Lieutenant)
- Teniente (Lieutenant)
- Capitán (Capitaine)
- Comandante (Commandant)
- Teniente Coronel (Lieutenant-Colonel)
- Coronel (Colonel)

Oficiales Generales
- General de Brigada Aérea (Général de Brigade Aérienne)
- General de División Aérea (Général de Division Aérienne)
- General de Cuerpo Aéreo (Général de Corps Aérien). Equivalente al rango español de Teniente General.
- General de Ejército Aérea (Général d´Armée Aérienne)

### Divisas de Oficiales Generales y Oficiales del Ejército del Aire
| Francia | Sin equivalencia |                            |                         |                           |                          |         |                  |            |         |          |         |  |  |
| Francia |                  | General del Ejército Aéreo | General de Cuerpo Aéreo | General de División Aérea | General de Brigada Aérea | Coronel | Teniente Coronel | Comandante | Capitán | Teniente | Alférez |  |  |
|         |                  |                            |                         |                           |                          |         |                  |            |         |          |         |  |  |
|         |                  |                            |                         |                           |                          |         |                  |            |         |          |         |  |  |

### Divisas de Suboficiales y Tropa del Ejército del Aire
| Código OTAN | OR-9             | OR-9             | OR-9             | OR-9        | OR-9        | OR-9        | OR-8    | OR-8    | OR-7             | OR-7             | OR-6          | OR-6          | OR-6          | OR-6          | OR-6          | OR-6          | OR-5     | OR-5     | OR-5     | OR-5     | OR-5     | OR-5     | OR-4      | OR-4      | OR-3 | OR-3 | OR-2               | OR-2               | OR-2               | OR-2               | OR-2               | OR-2               | OR-1               |
| ----------- | ---------------- | ---------------- | ---------------- | ----------- | ----------- | ----------- | ------- | ------- | ---------------- | ---------------- | ------------- | ------------- | ------------- | ------------- | ------------- | ------------- | -------- | -------- | -------- | -------- | -------- | -------- | --------- | --------- | ---- | ---- | ------------------ | ------------------ | ------------------ | ------------------ | ------------------ | ------------------ | ------------------ |
| Francia     |                  |                  |                  |             |             |             |         |         | Sin equivalencia | Sin equivalencia |               |               |               |               |               |               |          |          |          |          |          |          |           |           |      |      |                    |                    |                    |                    |                    |                    |                    |
| Francia     | Suboficial Mayor | Suboficial Mayor | Suboficial Mayor | Subteniente | Subteniente | Subteniente | Brigada | Brigada |                  |                  | Sargento Jefe | Sargento Jefe | Sargento Jefe | Sargento Jefe | Sargento Jefe | Sargento Jefe | Sargento | Sargento | Sargento | Sargento | Sargento | Sargento | Cabo Jefe | Cabo Jefe | Cabo | Cabo | Aviador de Primera | Aviador de Primera | Aviador de Primera | Aviador de Primera | Aviador de Primera | Aviador de Primera | Aviador de Segunda |

## Gendarmería

### Divisas de las Escalas de Oficiales Generales y Oficiales de la Gendarmería Nacional
| Código OTAN         | OF-9                | OF-8                | OF-7               | OF-6 |
| ------------------- | ------------------- | ------------------- | ------------------ | ---- |
| Francia             |                     |                     |                    |      |
| Général de division | Général de division | Général de division | Général de brigade |      |
|                     |                     |                     |                    |      |

El resto de divisas de la Gendarmería Nacional de Francia están divididos según el destino del cuerpo: Ultramar, Móvil, Guardia Republicana, Aérea, Marítima y Administrativo.